# 王娜 (アーティスティックスイミング選手)
王 娜（オウ ナ、ラテン文字翻記：Wang Na、1984年1月27日 - ）は、中華人民共和国の女子アーティスティックスイミング（シンクロナイズドスイミング）選手。四川省閬中市出身。夫は、中国のバドミントン五輪金メダリストの蔡贇。

## 生涯
王娜は1992年に四川省の運動技術学院で訓練を始め、鄭嘉コーチの下、四川省のシンクロナイズドスイミングチームに選出された。
2006年、王娜はチームメイトの蔣文文、蔣婷婷、張暁歓、劉鷗、顧貝貝、呉怡文、孫萩亭、朱政とともに2006年アジア競技大会に出場。
2010年に、バドミントンの五輪金メダリストである蔡贇と結婚。